# モッラ・デ・サンクティス
モッラ・デ・サンクティス（伊: Morra De Sanctis）は、イタリア共和国カンパニア州アヴェッリーノ県にある、人口約1,200人の基礎自治体（コムーネ）。

## 地理

### 位置・広がり

#### 隣接コムーネ
隣接するコムーネは以下の通り。
- アンドレッタ
- コンツァ・デッラ・カンパーニア
- グアルディア・ロンバルディ
- リオーニ
- サンタンジェロ・デイ・ロンバルディ
- テオーラ

## 行政

### 分離集落
モッラ・デ・サンクティスには、以下の分離集落（フラツィオーネ）がある。
- Cervino, Chiancheroni, Orcomone, Selvapiana, Caputi

## 人物

### 著名な出身者
- フランチェスコ・デ・サンクティス - 19世紀の哲学者・美学者・文学研究者。